# Ribnica község
Ribnica (szlovénül: Občina Ribnica) Szlovénia 212 alapfokú közigazgatási egységének, azaz községének egyike a Délkelet-Szlovénia statisztikai régióban. A község központja Ribnica város, melyről a község nevét is kapta. A történelmi Alsó-Krajna régió része. A régészeti bizonyítékok azt igazolják, hogy a terület legalább a késő bronzkor óta, i.e. 1300 és 900 között lakott.

## A község települései
A községhez Ribnica székhelyen kívül a következő települések tartoznak:
- Andol
- Blate
- Breg pri Ribnici na Dolenjskem
- Breže
- Brinovščica
- Bukovec pri Poljanah
- Bukovica
- Črnec
- Črni Potok pri Velikih Laščah
- Dane
- Dolenja Vas
- Dolenje Podpoljane
- Dolenji Lazi
- Dule
- Finkovo
- Gašpinovo
- Gorenje Podpoljane
- Gorenji Lazi
- Goriča Vas
- Graben
- Grčarice
- Grčarske Ravne
- Grebenje
- Grič
- Hojče
- Hrovača
- Hudi Konec
- Jelendol
- Jelenov Žleb
- Junčje
- Jurjevica
- Kot pri Rakitnici
- Kot pri Ribnici
- Krnče
- Levstiki
- Lipovec
- Makoše
- Marolče
- Maršiči
- Nemška Vas
- Ortnek
- Otavice
- Perovo
- Praproče
- Prigorica
- Pugled pri Karlovici
- Pusti Hrib
- Rakitnica
- Rigelj pri Ortneku
- Sajevec
- Škrajnek
- Slatnik
- Sušje
- Sveti Gregor
- Velike Poljane
- Vintarji
- Vrh pri Poljanah
- Zadniki
- Zadolje
- Zapuže pri Ribnici
- Zlati Rep
- Žlebič
- Žukovo

## Népesség
| Lakosok száma | 9200 | 9318 | 9363 | 9339 | 9318 | 9332 | 9396 | 9385 | 9513 | 9619 |
|               | 2008 | 2009 | 2011 | 2012 | 2013 | 2015 | 2016 | 2017 | 2019 | 2020 |